# Marc Lavoie
Pour les articles homonymes, voir Lavoie.
Marc Lavoie est un économiste post-keynésien qui a enseigné à l'Université d'Ottawa et à l'Université Paris 13. Il a notamment écrit un livre avec Wynne Godley sur le modèle cohérent « stock-flux », une analyse qui a prédit la crise financière mondiale de 2008. Il a aussi participé aux jeux Olympiques d'été de 1976 et 1984 en escrime.
Champs de recherche
- Théories économiques hétérodoxes
- Théorie post-keynésienne
- Croissance
- Théorie macroéconomique
- Théorie et politique monétaire
- Économie des sports (discrimination, hockey sur glace)

## Carrière
Né à Ottawa, Ontario, Canada, Marc Lavoie est professeur au département d'économie de l'Université d'Ottawa, où il a commencé à enseigner en 1979. Il a obtenu son doctorat à l'Université de Paris-1. Outre la publication de près de deux cents articles dans des revues à comité de lecture, il est l'auteur de plusieurs ouvrages, parmi lesquels Post-Keynesian Economics : New Foundations (2014), Introduction to Post-Keynesian Economics (2006), traduit en quatre langues, Foundations of Post-Keynesian Economic Analysis (1992), ainsi que Monetary Economics : An Integrated Approach to Money, Income, Production and Wealth (2007) avec Wynne Godley. Ce dernier ouvrage traite de la méthode cohérente stock/flux et l'utilise dans son analyse.
Avec Mario Seccareccia, il a été corédacteur de trois livres, dont un sur les œuvres de Milton Friedman, en plus d'avoir rédigé la première édition canadienne du manuel de première année de Baumol et Blinder (2009).
M. Lavoie a été rédacteur en chef adjoint de l'Encyclopédie d'économie politique (1999) et a été professeur invité aux universités de Bordeaux, Nice, Rennes, Dijon, Grenoble, Limoges, Lille, Paris-1 et Paris-Nord, ainsi qu'à l'Université Curtin de Perth, en Australie.
M. Lavoie est également chercheur de l'IMK à la Fondation Hans Böckler à Düsselforf et Policy Fellow au Broadbent Institute à Toronto. Il a donné des conférences lors d'écoles d'été post-keynésiennes à Kansas City, au Levy Economics Institute et à Berlin.

## Carrière sportive
Lavoie a remporté le championnat national senior canadien au sabre à sept reprises, en 1975-1979 et 1985-1986. Il a également remporté le championnat national junior canadien à deux reprises, en 1973-1974, et a été deuxième au championnat de France des moins de 15 ans en 1969. Il a fait partie de l'équipe nationale canadienne de 1973 à 1984. Il a participé aux Jeux panaméricains de 1975, 1979 et 1983, terminant quatrième dans l'épreuve individuelle au sabre en 1979. Il a également participé aux championnats du Commonwealth en 1974 (4e), 1978 (2e) et 1982, et a participé aux Jeux olympiques d'été de 1976 et 1984. Après avoir été nommé athlète masculin de l'année de l'Université Carleton en 1973-1974 et de nouveau en 1974-1975, le 16 octobre 2014, Lavoie a été intronisé au Temple de la renommée athlétique de l'Université Carleton. Il avait auparavant été intronisé au Temple de la renommée de la Fédération d'escrime du Québec.
Los Angeles (1984)
- 7e – Par équipe - homme - sabre

Montreal (1976)
- 30e – Individuel - homme - sabre
- 9e – Par équipe - homme - sabre

## Livres
- (en) M. Lavoie, Post-Keynesian Economics: New Foundations, Cheltenham, Edward Elgar, 2014, 660 pages.  (ISBN 978-1-84720-483-7)
- (en) Wynne Godley and Marc Lavoie, 2007. Monetary Economics: An Integrated Approach to Credit, Money, Income, Production and Wealth, Palgrave MacMillan.  (ISBN 0-230-50055-2) Description.
- (en) W.J. Baumol, A.S. Blinder, M. Lavoie and M. Seccareccia, Macroeconomics: Principles and Policy, Toronto, Nelson Education, 2009, 440 pages.  (ISBN 978-0-17-625255-7)
- (en) W.J. Baumol, A.S. Blinder, M. Lavoie and M. Seccareccia, Microeconomics: Principles and Policy, Toronto, Nelson Education, 2009, 495 pages.  (ISBN 978-0-17-625254-0)
- (en) M. Lavoie, Introduction to Post-Keynesian Economics, Palgrave/Macmillan, 2006, 150 pages.  (ISBN 0-230-22921-2)
- (es) M. Lavoie, La économia postkeynesiana, Barcelona, Icaria editorial, 2005, 142 pages.  (ISBN 84-7426-785-4)
- (fr) M. Lavoie, L’Économie postkeynésienne, Paris, La Découverte (Repères), 2004, 128 pages.  (ISBN 978-2-7071-4266-5)
- (fr) M. Lavoie, Avantage numérique, Gatineau, Vents d'Ouest, 1997, 288 pages.  (ISBN 9782921603591) (in French)
- (fr) M. Lavoie, Désavantage numérique, Gatineau, Vents d'Ouest, 1998, 168 pages.  (ISBN 9782921603652) (in French)
- (fr) M. Lavoie, Macroéconomie: théorie et controverses postkeynésiennes, Dunod, Paris, 1987, 225 pages.  (ISBN 2-04-016-904-0) (in French)
- (en) F. S. Lee and M. Lavoie (eds), In Defense of Post-Keynesian Economics and Heterodox Economics: Response to their Critics, Routledge, London, 2013, 260 pages.  (ISBN 978-0-415-69436-0)
- (en) M. Lavoie and E. Stockhammer (eds), Wage-Led Growth: An Equitable Strategy for Economic Recovery, International Labour Office - Palgrave Macmillan, Basingstoke, 2013, 193 pages.  (ISBN 978-1-137-35792-2)
- (en) M. Lavoie and G. Zezza (eds), The Stock-Flow Consistent Approach: Selected Writings of Wynne Godley, Palgrave Macmillan, Basingstoke, 2012, 276 pages.  (ISBN 978-0-230-29311-3)
- (en) L.P. Rochon, M. Lavoie and M. Seccareccia (eds), Money and Macroeconomic Issues: Alfred Eichner and Post-Keynesian Economics, M.E. Sharpe, Armonk (NJ), 2010, 250 pp.  (ISBN 978-0-7656-1796-5)
- (en) M. Lavoie and M. Seccareccia, Central Banking in the Modern World: Alternative Perspectives, Edward Elgar, Cheltenham, 2004, 296 pages.  (ISBN 1-84376-641-8)
- (fr) M. Lavoie et M. Seccareccia (dir.), Milton Friedman et son œuvre, Presses de l'Université de Montréal, Montréal, 1993, 230 pages.  (ISBN 2-7606-1586-3) (in French)

## Articles
Pascal Seppecher, Isabelle Salle et Marc Lavoie, What drives markups? Evolutionary pricing in an agent-based stock-flow consistent macroeconomic model, juin 2018. Texte en ligne